# Abax engelmanni
Abax engelmanni är en skalbaggsart som beskrevs av Leconte 1852. Abax engelmanni ingår i släktet Abax och familjen jordlöpare. Inga underarter finns listade i Catalogue of Life.